# Bataille d'Am Dam
Guerre civile tchadienne
Batailles
- Adré
- Borota
- 1re N'Djaména
- Abou Goulem
- Massakory
- Massaguet
- 2de N'Djaména
- Am Zoer
- Am Dam
- Tamassi

La bataille d'Am-Dam est une des batailles de la guerre civile tchadienne, livrée le 7 mai 2009. Elle oppose les forces gouvernementales de la république du Tchad, menées par le président Idriss Déby en personne, aux forces rebelles de l'Union des forces de la résistance (UFR).
La bataille est remportée par les forces gouvernementales, qui mettent les rebelles en déroute.

## Déroulement
Le 4 mai 2009, les rebelles franchissent la frontière tchado-soudanaise. Ils sont rassemblés au nom de l'UFR, une coalition de huit mouvements rebelles. Une colonne avance le long de la frontière avec la République centrafricaine et deux autres, fortes chacune de 60 véhicules, avancent vers Goz Beïda.
Le chef rebelle Ahmat Hassaballah Soubiane se replie avant la bataille tandis que le Front populaire pour la renaissance nationale reste en retrait à la frontière centrafricaine.
La colonne de l'UFR est encerclée par l'armée nationale tchadienne après avoir pénétré sur cent kilomètres dans le territoire tchadien. Après des bombardements de l'Armée de l'air tchadienne le 6 et le 7 mai, la bataille s'engage au sol ce dernier jour.
L'armée tchadienne se révèle supérieure aux rebelles, notamment grâce à ses blindés et son artillerie, ainsi qu'à son meilleur moral.
Si l'UFR revendique la victoire, avec des chiffres « peu crédibles », la bataille se révèle décisive dans la victoire gouvernementale pendant la guerre civile. Les rebelles sont mis en déroute et refluent vers le Soudan.
Au-delà de la victoire militaire, les images des dizaines de tués rebelles sont réutilisées par le gouvernement pour rendre publique sa victoire. Selon une source du journal Libération, les rebelles auraient perdu la moité de leurs véhicules. Les forces gouvernementales capturent également 83 enfants soldats recrutés par l'UFR.